# Радомир В. Лукић
Радомир В. Лукић (Сарајево, 18. октобар 1956) судија је Уставног суда Републике Српске, професор је и бивши декан на Правном факултету Универзитета у Источном Сарајеву.

## Биографија
Рођен је 18. октобра 1956. године у Сарајеву. Дипломирао је на Правном факултету Универзитета у Сарајеву 1979. године. Докторску дисертацију под називом „Теоријски основи и развој система државне власти у СССР у периоду од 1917. до 1977. године“ одбранио је на Правном факултету Универзитета у Београду 1988. године. На Правном факултету Универзитета у Источном Сарајеву ради од 1999. У периоду од 2006. до 2013. године није био активан због одстрањивања са свих јавних функција одлуком високог представника за Босну и Херцеговину. У звање ванредног професора за наставне предмете Уставно право и Политички систем биран је 2000. године. У звање ванредног професора за ужу научну област Теорија државе и права изабран је 2013. године. Изводи наставу на предметима Теорија државе, Теорија права и Правно нормирање на првом циклусу студија, и наставним предметима Методологија права и Уставно судство на другом циклусу студија.
Функцију декана на Правном факултету Универзитета у Источном Сарајеву је обављао у два наврата, први пут од 1999. па до 2006, а други пут од 2014. до 2018. године. Руководилац је Катедре за правну теорију и јавно право. Био је правни савјетник и члан делагације Републике Српске на мировним преговорима у Женеви, Њујорку и Дејтону. Служио је као замјеник министра иностраних послова Републике Српске од 1993. до 1998. године. Члан је Удружења правника Републике Српске. Аутор је више од 50 научних радова.
2017. године постао је предсједник Прве Српске демократске странке.
2023. године изабран је за судију Уставног суда Републике Српске из реда српског народа.

## Објављени радови
- Моћ и немоћ Устава Босне и Херцеговине, Дејтонски мировни споразум, двадесет година послије, Бања Лука, 2016;
- Објективно, природно и позитивно право у делу академика Радомира Д. Лукића, Зборник радова „Научно наслеђе Радомира Д. Лукића“, САНУ и Правни факултет Универзитета у Београду, Београд, 2015;
- Демократско версус бирократско у институционалној структури Европске уније, Зборник радова „Однос права у региону и права Европске уније“, Правни факултет Универзитета у Источном Сарајеву, Источно Сарајево, 2015;
- Уставна средства и механизми заштите уставног положај Републике Српске у Босни и Херцеговини, Саветовање „Република Српска – двадесет година развоја – достигнућа, изазови и перспективе“, Академија наука и умјетности Републике Српске, Бања Лука, 2012;
- Пракса Уставног суда Босне и Херцеговине у примени одредбе из чл. ИВ/3 (ф) Устава Босне и Херцеговине, Правна ријеч, бр. 11/2012;
- Могући утицај пресуде Европског суда за људска права у случају Финци и Сејдић против Босне и Херцеговине на Устав Босне и Херцеговине, Правни живот, бр. 12/2011;
- Дводомост Парламентарне скупштине Босне и Херцеговине, Правни живот, бр. 14/2010;
- Уставни положај српског народа у Босни и Херцеговини, реферат на научном скупу у организацији Српске академије наука и уметности (САНУ) „Два века српске уставности“, Зборник радова са научног скупа одржаног 11–12. марта 2010. године, Београд, 2010;
- Сувереност Босне и Херцеговине у одлукама Уставног суда Босне и Херцеговине и Европског суда за људска права, Правни живот, бр. 1-2/2010;
- Положај грађана који су кажњени одлукама Високог представника, Правна ријеч, бр. 18/2009.